# Juan Rafael Bricchetto
Juan Rafael Bricchetto foi um ex-presidente do Boca Juniors.
Bricchetto presidiu o clube em dois momentos: no biênio 1906-1907 e entre 1908 e 1914, quando foi reeleito quatro vezes.
Foi durante seu segundo período que o Boca ascendeu à primeira divisão, da qual jamais sairia, em 1913. Mas uma marca talvez mais duradoura veio em seu primeiro mandato, em 1907: naquele ano, em que o clube foi campeão invicto da Liga Central, Bricchetto presidiu a reunião informal que decidiria pelas novas cores do time. Até então, a equipe usava camisas brancas com finas listras azuis, que rapidamente se desbotavam - a lenda, por outro lado, diz que uma outra equipe usava uniforme similar e teria vencido um duelo marcado para decidir qual das duas continuaria a usar sozinha o uniforme.
Ainda de acordo com a lenda, Bricchetto e outros dois dirigentes discutiam o assunto em uma das pontes do porto de Buenos Aires, e ao avistarem um navio de bandeira sueca, exclamaram conjuntamente "Eureka!" A companhia naval Johnson informaria que o navio em questão seria o Drottning Sophia (em referência a Sofia da Suécia). Os registros do clube informam que, sem consenso no debate entre as cores em uma assembleia dos sócios, o próprio Bricchetto sugeriu uma camisa azul com faixa dourada, que foi posta em votação e aprovada.
Curiosamente, o primeiro desenho utilizado com as novas cores era com a faixa dourada em formato diagonal, semelhantemente ao que ficaria celebrado pelo arquirrival River Plate. Bricchetto seria o presidente que mais tempo presidiu o Boca até Alberto Jacinto Armando somar, meio século mais tarde, 22 anos no cargo.